# وایتینگ (آیووا)
وایتینگ (به انگلیسی: Whiting) شهری در ایالت آیووا کشور ایالات متحده آمریکا است که جمعیت آن در سرشماری سال ۲۰۱۰ میلادی، ۷۶۲ نفر بوده‌است.